# Marc Augé

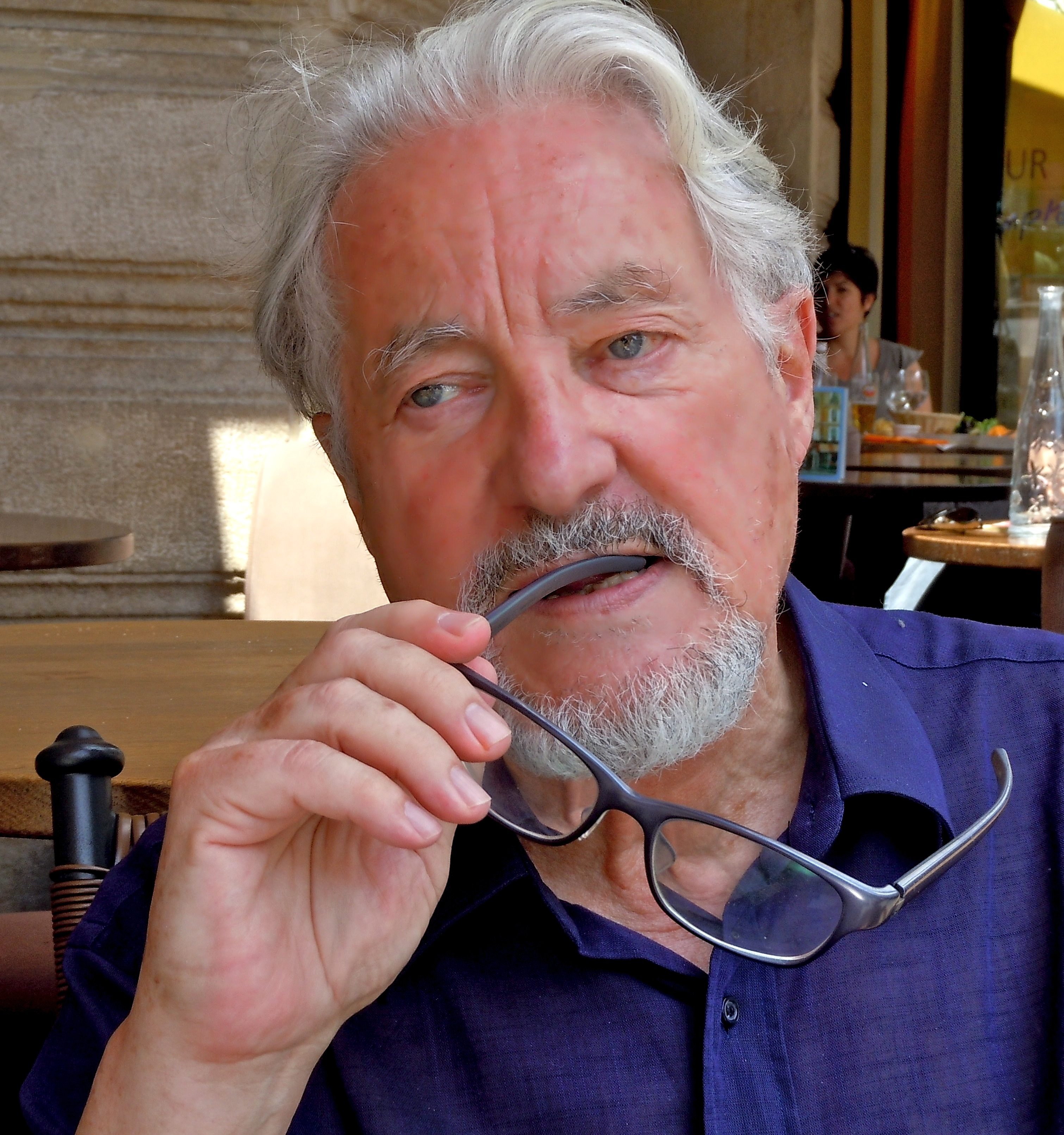
Marc Augé (2010)

Marc Augé (* 2. September 1935 in Poitiers, Département Vienne; † 23. oder 24. Juli 2023) war ein französischer Ethnologe und Anthropologe.

## Leben und Wirken
Augé war Direktor der École des Hautes Études en Sciences Sociales (EHESS), der Universität für Sozialwissenschaften in Paris. In den 1970er- und 1980er-Jahren unternahm er Forschungsreisen nach Afrika, insbesondere an die Elfenbeinküste und nach Togo, sowie nach Lateinamerika.
Ab Mitte der 1980er Jahre hat er seine Beobachtungsfelder diversifiziert und mehrere Aufenthalte in Venezuela, Bolivien, Argentinien und Chile unternommen, während er versuchte, die Realitäten der zeitgenössischen Welt in seiner unmittelbarsten Umgebung (Paris, Frankreich, Italien, Spanien) zu beobachten, sowie in seinen künstlerischen Produktionen (Fotografie, Kino, Malerei, Architektur, Literatur).
Später richteten sich seine Überlegungen zunehmend auf die moderne westliche Gesellschaft. Unter anderem wurde seine Theorie der Nicht-Orte (non-lieux) bekannt. Hier sprach er Räumen der gebauten Umwelt, vornehmlich im städtischen Bereich, aufgrund ihrer Funktion als Transiträume und dem Fehlen von menschlicher Interaktion ihre Eigenschaft als Ort im anthropologischen Sinne ab.
Sein umfassendes Werk wurde nur teilweise in die deutsche Sprache übersetzt.
Er starb in der Nacht vom 23. auf den 24. Juli 2023 im Alter von 87 Jahren.

## Schriften (Auswahl)
- Le Rivage alladian. ORSTOM, Paris 1969.
- Un ethnologue dans le métro. Textes du XXe siècle. Hachette, Paris 1986, ISBN 2-01-011409-4.
  - deutsche Übersetzung: Ein Ethnologe in der Metro. Edition Qumran, Frankfurt/M. 1988, ISBN 3-88655-232-2.
- Non-Lieux. Introduction à une anthropologie de la surmodernité. Le Seuil, Paris 1992, ISBN 2-02-012526-9.
  - deutsche Übersetzung: Orte und Nicht-Orte. Vorüberlegungen zu einer Ethnologie der Einsamkeit. Fischer, Frankfurt/M. 1994, ISBN 3-10-000516-3.
  - deutsche Übersetzung: Nicht-Orte. Mit einem Nachwort zur Neuausgabe. 4. Aufl. Beck, München 2014, ISBN 978-3-406-67036-7.
- Génie du paganisme. Gallimard, Paris 2008, ISBN 978-2-07-035867-0 (EA Paris 1982).
  - deutsche Übersetzung: Der Geist des Heidentums. Boer-Verlag, München 1995, ISBN 3-924963-08-8.
- Journal d’un SDF. Éditions Le Seuil, Paris 2011.
  - deutsche Übersetzung: Tagebuch eines Obdachlosen. Ethnofiktion. (Übersetzt von Michael Bischoff). C. H. Beck Verlag, München 2012, ISBN 978-3-406-63080-4.
- Le Rivage alladian. Organisation et évolution des villages alladians. Office de la recherche scientifique et technique outre-mer, Paris 1969.
- Théorie des pouvoirs et idéologie. Étude de cas en Côte-d’Ivoire. Hermann, Paris 1975, ISBN 2-7056-5790-8.
- Pouvoirs de vie, pouvoirs de mort. Introduction à une anthropologie de la répression. Flammarion, Paris 1977, ISBN 2-08-210652-7.
- Symbole, fonction, histoire. Les interrogations de l’anthropologie. Hachette, Paris 1979.
- La Traversée du Luxembourg. Paris, 20 juillet 1984; ethno-roman d’une journée française considérée sous l’angle des mœurs de la théorie et du bonheur. Hachette, Paris 1985, ISBN 2-01-011639-9.
- Le Dieu Objet. Flammarion, Paris 1988, ISBN 2-08-211181-4.
- Domaines et Châteaux. Le Seuil, Paris 1989, ISBN 2-02-010880-1.
- Le Sens des Autres. Actualité de l’anthropologie. Fayard, Paris 1994, ISBN 2-213-59182-2.
- Pour une anthropologie des mondes contemporains. Flammarion, Paris 2006, ISBN 2-08-081373-0 (EA Paris 1994).
- Erró. Peintre mythique. Le lit du vent, Paris 1994, ISBN 2-910872-02-5.
- Paris, années 30. Roger-Viollet. Hazan, Paris 1996, ISBN 2-85025-453-3.
- L’Impossible Voyage. Le tourisme et ses images. Payot & Rivages, Paris 1997, ISBN 2-7436-0214-7.
- La Guerre des rêves. Exercices d’ethno-fiction. Le Seuil, Paris 1997, ISBN 2-02-019506-2.
- Les Formes de l’oubli. Payot & Rivages, Paris 2001, ISBN 2-7436-0772-6 (EA Paris 1998).
  - deutsche Übersetzung: Die Formen des Vergessens. (Übersetzt von Till Bardoux). Verlag Matthes & Seitz, Berlin 2013, ISBN 978-3-88221-044-6.
- Fictions fin de siècle. Fayard, Paris 2000, ISBN 2-213-60788-5.
- Journal de guerre. Galilée, Paris 2002, ISBN 2-7186-0588-X.
- Le Temps en ruines. Galilée, Paris 2003, ISBN 2-7186-0608-8.
- Pour quoi vivons-nous? Fayard, Paris 2003, ISBN 2-213-61652-3.
- Casablanca. Le Seuil, Paris 2007, ISBN 978-2-02-093260-8.
- Éloge de la bicyclette. Payot & Rivages, Paris 2010, ISBN 978-2-7436-2140-7 (EA Paris 2008).
  - Lob des Fahrrads. Übersetzung Michael Bischoff. München. C.H. Beck, 2016. ISBN 978-3-406-69028-0
- Le Métro revisité. Le Seuil, Paris 2008, ISBN 978-2-02-093261-5.
- La vie en double. Ethnologie, voyage, écriture (= Collection Manuel Payot). Payot & Rivages, Paris 2011, ISBN 978-2-228-90626-5.
- Une ethnologie de soi. Le temps sans âge. Éditions du Seuil, Paris 2014, ISBN 978-2-02-110606-0.
  - deutsche Ausgabe: Zeit ohne Alter. Eine Ethnologie des Ich. Turia + Kant, Wien/Berlin 2014, Nachdruck 2018, ISBN 978-3-85132-918-6.
- La Sacrée semaine qui changea la face du monde. Odile Jacob, Paris 2016, ISBN 978-2-7381-3389-2.
- Die Zukunft der Erdbewohner – ein Manifest. Aus dem Französischen von Daniel Fastner. Frz. Orig.: L’Avenir des Terriens. Fin de la préhistoire de l’humanité comme société planétaire. Berlin: Matthes & Seitz, 2019. ISBN 978-3-95757-701-6.
- Das Glück des Augenblicks – Liebeserklärung an den Moment. Aus dem Französischen von Michael Bischoff. Frz. Orig.: Bonheurs du jour (Edition Albin Michel, Paris 2018). München: C.H.Beck, 2019. ISBN 978-3-406-73135-8.